# Výrov
Výrov település Csehországban, a Észak-plzeňi járásban. Výrov Kopidlo, Kozojedy, Kralovice, Kožlany és Plasy településekkel határos. Lakosainak száma 453 fő (2024. január 1.).

## Népesség
A település lakosságának változását az alábbi diagram mutatja:
| Lakosok száma | 573  | 476  | 564  | 443  | 374  | 440  | 451  | 449  | 449  | 453  |
|               | 1869 | 1890 | 1921 | 1950 | 1980 | 2001 | 2017 | 2019 | 2022 | 2024 |